# Железничка станица Севојно
Железничка станица Севојно је једна од железничких станица на прузи Београд—Бар. Налази се насељу Севојно у градској општини Севојно у граду Ужицу. Пруга се наставља у једном смеру ка Ужице теретној и у другом према Узићима. Железничка станица Севојно састоји се из 3 колосека.

## Повезивање линија
- Пруга Београд—Бар